# To/Die/For
To/Die/For — финская готик-метал-группа. Основана в 1996 году под названием Mary-Ann, с 2000 года стала называться To/Die/For (англ. умереть за...).

## История
Группа была основана в 1996 году под названием Mary-Ann и в 1997 году выпустила одноимённый альбом. Первоначально группа исполняла готик-рок, по звучанию близкий к традиционному хард-року. В той же стилистике был выдержан альбом All Eternity, выпущенный в 2000 году уже под названием To/Die/For.
Осенью 2000 года To Die For провели первое полноценное европейское турне, выступив вместе с группами In Flames, Dark Tranquillity и Sentenced. В 2001 году появился второй студийный альбом коллектива под названием Epilogue. В этот период составы To/Die/For часто менялись, что, однако, мало сказывалось на творчестве команды.
В 2003 году, после выхода альбома Jaded, вокалист Япе Ператало объявил о реорганизации группы. To/Die/For почти полностью сменили состав и стиль. В новом составе группа записала два альбома — IV в 2005 году и Wounds Wide Open в 2006, несколько утяжелив звучание и перейдя от готик-рока к готик-металу.
Седьмой студийный альбом группы, получивший название Cult, был выпущен в мае 2015 года. 
21 июля 2016 года To/Die/For объявили о прекращении творческой деятельности. Прощальный концерт группы прошёл на следующий день, 22 июля, на John Smith Rock фестивале в Лаукаа.
В январе 2020 года группа объявила, что воссоединяется, чтобы выступить на фестивале John Smith Rock в июле 2020 года

## Состав

### На момент распада
- Япе Ператало (Jape Perätalo) — вокал
- Юппе Сутела (Juppe Sutela) — гитара (1999–2005, 2010—2016, 2020–наст. время)
- Йонас Кото (Joonas Koto) — гитара (1999—2002, 2005—2009, 2020–наст. время)
- Миикка Куисма (Miikka Kuisma) — бас (1999—2000, 2020–наст. время)
- Матти Хуопайнен (Matti Huopainen) — ударные (2011–2016, 2020–наст. время)

### Бывшие участники
- Мика Ахтиайнен (Mika Ahtiainen) — гитара (2003–2005)
- Тонми Лиллман (Tonmi Lillman) — ударные, бас (1999–2003)
- Тони Паананен (Toni Paananen) — ударные
- Сантту Лонка (Santtu Lonka) — ударные (2003–2008, 2010–2011; умер в  2020)
- Марко Кангасколкка (Marko Kangaskolkka) — бас (2001–2004)
- Юсси-Микко Салминен (Jussi-Mikko Salminen) — клавишные (2004–2005, 2010–2014)
- Самуэль Шильдт (Samuel Schildt) — бас (2014—2015)
- Эза Вирен (Eza Virén) — бас-гитара (2011—2014), гитара (2014—2016)

## Дискография

### Альбомы иEP
- All Eternity (1999)
- In the Heart of Night EP (2000)
- Epilogue (2001)
- Hollow Heart EP (2001)
- Jaded (2003)
- IV (2005)
- Wounds Wide Open (2006)
- Samsara (2011)
- Cult (2015)

### Сборники
- Epilogue from the Past (2010)

### Синглы
- In the Heat of the Night (2000)
- Hollow Heart (2001)
- Little Deaths (2005)
- Like Never Before (2006)
- Screaming Birds (2014)
- In Black (2015)

### Демо
- Mary-Ann (1997, под названием Mary-Ann)
- Deeper Sin (1998, под названием Mary-Ann)